# Ulmer Oratorium
Das Ulmer Oratorium ist eine zur Feier des 125-jährigen Bestehens des Ulmer Münsterturms von Marios Joannou Elia geschaffene Jubiläumskomposition. Die für Mai 2015 angesetzte Uraufführung scheiterte, wobei zu den Gründen unterschiedliche Aussagen vorliegen. So habe Elia bis März kein vollständiges probentaugliches Noten- und Dirigiermaterial geliefert. Dies wurde vom Komponisten bestritten und Fehler der Stadt beim Projektmanagement ins Feld geführt. Auch laut dem damaligen Oberbürgermeister Ivo Gönner sei die Aufführung nicht an mangelnden Noten, sondern an Unklarheiten über die konkrete Produktion gescheitert.

## Entstehung
Die 60-minütige Auftragskomposition der Stadt Ulm, die überwiegend zwischen 2013 und 2014 entstand, ist für 400 Musiker komponiert (u. a. zehn Solisten, sieben Chöre, zwei Orchester und drei Hauptbühnen). Sie war als Höhepunkt der Feierlichkeiten zum 125. Jahrestag der Münsterturmvollendung geplant.
Das Libretto des Oratoriums schrieb Robert Kleindienst. Gesamtkünstlerischer Leiter des Projektes mit 450 Mitwirkenden war Marios Joannou Elia (zwischen 2013 und März 2015).
Neben die Gesangssolisten und die Münsterorgel sollten „Instrumente“ der Münsterbauhütte (insgesamt 46 Werkzeuge wie Knüpfel und Flex; Bausteine werden als Klangkörper genutzt) und ein „Glockenorchester“ unter Einbeziehung der Münsterglocken und weiterer Glocken treten.
Das Sakrale betrachtet Elia im „Ulmer Oratorium“ in überreligiöser Dimension, in weltanschaulicher Hinsicht. Das Werk lehnt sich an das Oratorium „Elias“ von Felix Mendelssohn Bartholdy an, mit dem der Festakt zur Fertigstellung des Münsterturms 125 Jahre zuvor gefeiert wurde.

## Besetzung
Das Werk hat folgende Besetzung:
Koloratursopran, Lyrischer Sopran, Mezzosopran, Tenor, Bass, Pop/Jazz-Gesang, Violine, Orgel, Trompete (inkl. Sprechgesang), E-Bass, Philharmonisches Orchester, Blasorchester, Erwachsenenchor, Kinderchor, Glockenorchester, Münsterbauhütte-Ensemble, diverse Schlagzeugensembles sowie Elektronik.

## Uraufführung
Die Uraufführung war am 29. und 30. Mai 2015 als Open Air auf dem Ulmer Münsterplatz vor jeweils 4500 Zuschauern geplant.
Wegen Differenzen zwischen Auftraggebern und dem Komponisten konnte die Uraufführung des 500.000 Euro teuren „Ulmer Oratoriums“ jedoch nicht stattfinden. Laut dem Ulmer Oberbürgermeister Ivo Gönner stellte der Komponist die Partitur nicht fristgerecht fertig, so dass die beteiligten Ensembles nicht mehr ausreichend Probenzeit hatten. Elia wies dies jedoch zurück. Die Gesamtkomposition sei vollständig und rechtzeitig der Kulturabteilung der Stadt Ulm vorgelegt worden. Deren Projektorganisation sei aber mangelhaft gewesen. Zudem hatten die Ulmer Akteure in die Originalkomposition eingegriffen und forderten gravierende musikalische Änderungen. Elia wehrte sich ebenfalls gegen Darstellungen der Nicht-Aufführbarkeit seines Werkes.
Die Presse (z. B. Südwest Presse und Stuttgarter Zeitung) kritisierte die Haltung der Stadt Ulm.
Die Absage der Uraufführung des „Ulmer Oratoriums“ löste eine lokalpolitische Debatte aus.

## Eklat
In der letzten Gemeinderatssitzung der Amtszeit Ivo Gönners (vom 17. Februar 2016) kam es zum Eklat. Stadtrat Hans-Walter Roth legte die angeblich vollständig gedruckte Partitur des „Ulmer Oratoriums“ auf den Ratstisch, nachdem die Leiterin der Kulturabteilung zuvor noch betonte, dass die Komposition bis heute der Stadt nicht vorliege. Roth sagte dazu, er sei seit dem 8. Mai 2015 im Besitz des fertigen Werks. Roth zufolge schade der Umgang mit dem renommierten Komponisten Elia dem Ruf der Stadt, und eine Musikwissenschaftlerin habe die Partitur als „spielbar“ beurteilt.
Gönner deutete an, die Aufführung sei nicht an mangelnden Noten, sondern an Unklarheiten über die konkrete Produktion, also der Umsetzung des Mammutwerks gescheitert. Manche Beteiligte seien mit dem Werk überfordert gewesen. Aus den Reihen des Gemeinderats hörte man auch Kritik an Gönner, weil dieser einen von Elia geforderten Projektmanager für überflüssig hielt. Gönner nannte zwei Möglichkeiten, das Oratorium doch noch aufzuführen: durch einen externen Veranstalter mit städtischem Zuschuss oder durch die Stadt Ulm selbst.

## Trivia
- Der Werbetrack des „Ulmer Oratoriums“ soll allein in der ersten Woche über 40.000 Mal angeklickt worden sein.[33]
- Die Ulmer Fraktion von Bündnis 90/Die Grünen forderte nach der Absage dennoch die Aufführung des „Ulmer Oratoriums“, wenn auch in unvollendeter Fassung, denn „jedes andere Stück ist zweite Wahl“.[34]
- Der stellvertretende Fraktionsvorsitzender der CDU, Hans-Walter Roth, plädierte dafür, dass die Stadt mit dem Komponisten bald zu einer einvernehmlichen Einigung kommen solle. Er schlug als Aufführungstermin das Schwörwochenende[35] und später das Reformationsjahr 2017[36] vor.
- In einem Artikel der Südwest Presse wird spekuliert, der Name des Komponisten Marios Joannou Elia habe dazu beigetragen, dass der beliebteste Jungen-Vorname 2015 in Ulm Elias war.[37]
- Im März 2025 diskutierte der Fachbereichsausschuss Kultur des Ulmer Gemeinderats die Möglichkeit, die Uraufführung des „Ulmer Oratoriums“ anlässlich des 650. Jahrestags der Grundsteinlegung des Ulmer Münsters im Jahr 2027 nachzuholen.[38] Der Vorschlag von Stadtrat Hans-Walter Roth fand jedoch keine Mehrheit.[39] An der Sitzung nahm Münsterkantor Friedemann Johannes Wieland teil, der 2015 für die Absage der Aufführung verantwortlich war, während der Komponist Elia[40] nicht anwesend war. Zuvor hatte sich SPD-Stadtrat Martin Rivoir positiv gegenüber Roths Initiative geäußert.[41] In seinem Artikel vom 5. März 2025 erinnert Journalist Marcus Golling an die Bilanz des von Münsterkantor Wieland und Ulmer Operndirektor Matthias Kaiser geplanten Ersatzkonzerts des "Ulmer Oratoriums", das „die Erwartungen nicht erfüllte“.[42]